# Rauda
Rauda est une commune allemande de l'arrondissement de Saale-Holzland, Land de Thuringe.

## Géographie
Rauda se situe sur la rivière du même nom. Une partie de son territoire à l'ouest se trouve au nord de l'Eisenberger Mühltal.
|           | Heideland | Crossen an der Elster |
| Eisenberg | Rauda     | Hartmannsdorf         |
|           | Silbitz   |                       |

Rauda se trouve sur la Bundesstraße 7

## Histoire
Rauda est mentionné pour la première fois en 1219.

## Source de la traduction
- (de) Cet article est partiellement ou en totalité issu de l’article de Wikipédia en allemand intitulé « Rauda » (voir la liste des auteurs).